# Qwest Records

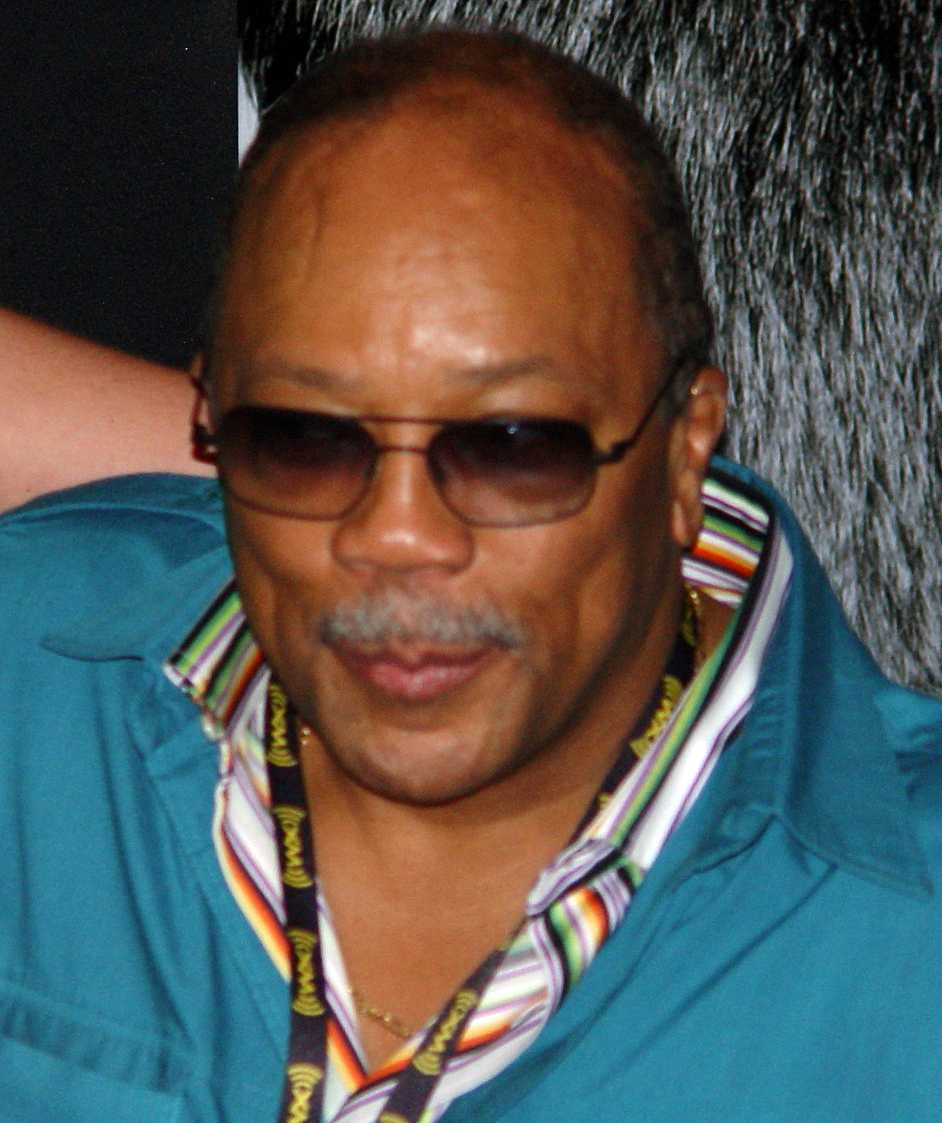
Quincy Jones

La Qwest Records è un'etichetta discografica statunitense fondata nel 1980 da Quincy Jones tramite una joint venture con la Warner Music Group, nel 1981 il musicista realizza anche accordi con la A&M Records. Il primo prodotto dell'etichetta è l'LP Give Me the Night di George Benson. Nonostante l'etichetta sia fortemente legata all'R'n'B mette sotto contratto anche artisti di altri generi, come Frank Sinatra, Tevin Campbell, i Radiance e nuovi gruppi britannici come New Order e Joy Division; durante gli anni novanta l'etichetta si allarga anche nel campo della musica rap. La joint venture termina nel 2000 quando la Warner acquista tutta l'etichetta, vendendo parti del catalogo alla Universal.